# Witching Metal
Witching Metal – pierwsze demo niemieckiego thrashmetalowego zespołu Sodom, wydane na kasecie magnetofonowej w 1983. 
Nagrania charakteryzują się słabą, amatorską jakością i mają wartość przede wszystkim kolekcjonerską. Perkusja została zarejestrowana zbyt cicho, bas z kolei zbyt głośno, gitara brzmi statycznie, partie wokalne niespójnie, a całość zmiksowano z efektem pogłosu. Materiał daje jednak pogląd na ówczesny styl muzyczny zespołu. Utwory są szybkie i brutalne, brzmienie proste i surowe. Gatunkowo sytuuje to Sodom najbliżej wczesnego black metalu i speed metalu. Teksty Toma Angelrippera opisują okrucieństwo i śmierć, są bluźniercze, inspirowane satanizmem.
Pomijając kwestię produkcji nagrań, muzycznie Witching Metal można zestawiać z innymi dokonaniami tak zwanej pierwszej fali black metalu, do której po latach zaliczono wczesne nagrania Sodom. Należy wśród nich wymienić formacje Venom (albumy Welcome to Hell i Black Metal), Hellhammer (minialbum Apocalyptic Raids), Bathory (demo Scandinavian Metal Attack, album Bathory) oraz Bulldozer (album The Day of Wrath).
Blackmetalowy i speedmetalowy kierunek zespół będzie rozwijał na pierwszym oficjalnym minialbumie In the Sign of Evil (1984) oraz wydanym po nim albumie Obsessed by Cruelty (1986). Dopiero kolejne płyty pokażą ewolucję grupy w stronę thrash metalu.
Wszystkie utwory z Witching Metal pojawiły się w nowych wersjach na drugiej kasecie demo, Victims of Death z 1984. Kompozycja Witching Metal znalazła się na EP-ce In the Sign of Evil. Różnica jakości brzmienia jest jednak ogromna i pokazuje różnicę między nagraniami amatorskimi a zrealizowanymi w profesjonalnym studiu. W 2005 ukazał się bootleg The Sins of Sodom zawierający utwory z obu taśm demo. W 2023 Sodom opublikował minialbum 1982 (wytwórnia SPV/Steamhammer), zawierający m.in. ponowne nagranie utworu Witching Metal. Zespół często wykonuje ten utwór podczas koncertów.
Dema Witching Metal i Victims of Death są jedynymi nagraniami z udziałem gitarzysty Franka "Aggressora" Terstegena. W 1984 zastąpił go Josef "Peppi" Dominic znany jako Grave Violator.

## Lista utworów
1. Devil's Attack – 3:13
2. Witching Metal – 3:04
3. Life from Hell – 2:52
4. Poisoned Blood – 3:15

## Twórcy
- Tom Angelripper – gitara basowa, śpiew, okładka
- Aggressor – śpiew, gitara
- Chris Witchhunter – perkusja